# Call of Duty: Warzone Mobile
Call of Duty: Warzone Mobile (nombre en clave Proyect Aurora) fue un videojuego de disparos en primera persona lanzado el 21 de marzo de 2024 para Android e IOS, desarrollado por Activision Blizzard y distribuido por Activision. Está basado de manera general en Call of Duty: Warzone y en su secuela, compartiendo contenidos tras el lanzamiento de Call of Duty: Modern Warfare II. Fue anunciado en marzo de 2022 a través de la cuenta de Twitter de Activision. Luego de publicar una serie de teasers se confirmó el inicio de la fase alfa del videojuego, con un acceso limitado y de selección para aquellos que estén registrados en el programa Playtest de Activision.
A pesar de que los usuarios invitados fueron advertidos acerca de la confidencialidad del proyecto, se filtraron videos e información de varios aspectos de su jugabilidad vía redes sociales.
Es el segundo juego de la saga Call Of Duty En Ser Lanzado para Dispositivos Móviles,  tras Call Of Duty Mobile en el año 2019 y el segundo juego en ser publicado por Activision Publishing Inc. en la Google Play Store y en la App Store de Apple.

Debido a que no cumplió las expectativas de jugadores activos, el juego dejó de estar disponible en la Google Play Store y en la App Store de Apple a partir del 19 de mayo de 2025.

## Jugabilidad
La jugabilidad imita a sus ediciones de origen. El jugador y su equipo son enviados a un mapa abierto que se cierra constantemente debido a un gas tóxico que se expande, donde deben de recolectar armas y suministros para sobrevivir enfrentándose a otros jugadores o manteniéndose dentro de la «zona segura», siendo el ganador el último jugador o equipo en pie. Si un jugador es eliminado será llevado a una zona conocida como «Gulag» donde tendrá una única oportunidad de ser redesplegado si gana un duelo contra otro jugador eliminado. El ambiente, armas, objetos, personajes y modalidades están basados en el reboot de la saga Modern Warfare.
A diferencia de Warzone, Warzone Mobile alberga un máximo de 120 jugadores por mapa en lugar de 150. Además, posee como único mapa a Verdansk, el primer mapa jugable de Warzone. El juego actualmente también hereda características de Warzone 2.0 como el modo Resurgimiento.
Tras el lanzamiento limitado, Warzone Mobile sincroniza su contenido con Call of Duty: Modern Warfare II y Call of Duty: Warzone 2.0 mediante la llamada «progresión cruzada». Sin embargo, no ofrece partidas multiplataforma junto a las ediciones para Windows y consolas.
Según Cris Plummer, vicepresidente de la división móvil de Activision, Warzone Mobile alcanzaría la totalidad de jugadores reales por partida a diferencia de otros videojuegos del mismo género para móviles, los cuáles según estadísticas internas solo llegarían generalmente a un 10% de jugadores reales (entendiéndose que la otra parte sería completada por bots). También señaló que no habría planes de abandonar el modo Battle Royale de Call of Duty: Mobile tras el lanzamiento de Warzone Mobile.
En el evento Call of Duty: Warzone Mobile Global Summit, se reveló que Warzone Mobile también cuenta con un modo multijugador basado en Modern Warfare II. Sin embargo, su cuenta oficial en Twitter comentó que el propósito de la modalidad será para pruebas de equipamiento y facilidades para aumentar de progreso, descartando la idea de que se agreguen modos competitivos futuros.[cita requerida]
Al contrario que en Call of Duty: Mobile, en el que la compatibilidad con mandos físicos es limitada, Call of Duty: Warzone Mobile tiene soporte nativo para gamepads, de forma que el jugador solo debe conectar el mando (Bluetooth o USB) para que el juego lo reconozca automáticamente, sin necesidad de configurar los botones.

## Historia
Después del lanzamiento de Call of Duty: Vanguard, se comenzaron a dar especulaciones de que Activision estaría desarrollando una edición de Warzone para equipos móviles, debido a referencias como ofertas de trabajo y su aparición en un sitio web de prototipos. El 10 de marzo de 2022, la página oficial de Call of Duty publicó mediante su blog y Activision mediante Twitter la preparación de llevar la experiencia de Call of Duty: Warzone para dispositivos móviles, además de una invitación para unirse al equipo de desarrollo. Posteriormente otra publicación el 10 de mayo revela que el proyecto tiene como nombre en clave Proyect Aurora, y el inicio de la fase de pruebas con un número limitado de participantes.
Los participantes luego de ser invitados mediante correo electrónico debían de comprometerse a ser reservados y no subir o divulgar contenido sobre el videojuego, además de que cada cierto tiempo debían de enviar sus opiniones para contribuir a mejoras futuras. Pero luego de unas semanas, distintos usuarios inscritos en la alfa cerrada «filtraron» Project Aurora publicando grabaciones de las partidas y distintas opciones no vistas en ese momento, los cuales Activision estuvo eliminando a lo largo del desarrollo.
El 8 de septiembre de 2022, se dio a conocer que el videojuego se llamaría oficialmente Call of Duty: Warzone Mobile, manteniendo solo su nombre en clave hasta el cierre de la fase de pruebas privada.
Desde el 14 de septiembre de 2022, está disponible el registro previo a Warzone Mobile en Google Play Store.
El 15 de septiembre de 2022, en el evento Call of Duty Next, se detalló mayor información sobre nuevas mecánicas. Así como la publicación del tráiler completo y el anuncio de un acceso anticipado en noviembre. También hubo partidas en directo con creadores de contenido.
El 1 de noviembre de 2022, se culminó la fase de pruebas privada. Días después se enviaron invitaciones a creadores de contenido que previamente fueron partícipes de las primeras etapas de desarrollo, a un evento en Londres para reunirse con los desarrolladores, comentar sus experiencias acerca de lo que fue la fase de pruebas y probar una nueva versión del videojuego. Dicho evento, el Call of Duty: Warzone Mobile Global Summit, se celebró el 13 y 14 de noviembre de manera privada y no fue hasta el 21 de noviembre que los participantes tuvieron permitido divulgar de lo acontecido en el evento.
Warzone Mobile fue lanzado el 29 de noviembre de 2022 en Android y el 1 de diciembre de 2022 en IOS en Australia mediante una fase mencionada como «Lanzamiento limitado» (en inglés: Limited Release). Cuatro meses después, el 22 de marzo de 2023, se confirmó a Suecia como segunda región disponible para acceder al lanzamiento limitado y dos días después Chile y Noruega también fueron confirmados.

## Recepción
La versión beta recibió críticas generalmente positivas de Marshall Honorof de Tom's Guide y Emma Matthews de IGN . [2]  Después de su lanzamiento el 21 de marzo de 2024, Call of Duty: Warzone Mobile recibió críticas mixtas. El juego fue criticado por causar sobrecalentamiento en algunos dispositivos móviles y estuvo plagado de múltiples problemas en Android
Christian Donlan, que escribe para Eurogamer , ofreció una perspectiva positiva sobre Call of Duty: Warzone Mobile. Señaló que la jugabilidad es "rápida y divertida", manteniendo la esencia de Warzone en plataformas móviles. Los gráficos fueron elogiados por su calidad, y no se informaron problemas de visibilidad, incluso para jugadores mayores. En cuanto al rendimiento, Donlan reconoció el buen funcionamiento de los dispositivos móviles, aunque con un mayor consumo de batería y generación de calor. La accesibilidad se destacó como un aspecto positivo, con acciones automatizadas y elementos HUD personalizables para jugadores de diversos niveles. En general, Donlan encontró rápida la adaptación al juego y apreció la tensión en el modo Mobile Royale, al tiempo que reconoció la variada base de jugadores con jugadores más lentos y más rápidos
Marshall Honorof de Tom's Guide proporcionó una reseña positiva de Call of Duty: Warzone Mobile. Honorof destacó la efectividad de los controles de la pantalla táctil durante una demostración en un evento de Apple, elogiando la mecánica intuitiva y la accesibilidad del juego. Honorof recomendó Warzone Mobile como una experiencia prometedora para los jugadores, que ofrece una transición fluida entre los juegos de PC/consola y las plataformas móviles

### Críticas
Después de Su Lanzamiento, Call Of Duty Warzone Mobile Recibió Reacciones Negativas Por Parte de Los Jugadores Que Encontraron Varios Problemas, Lo Que Provocó Que Muchas Críticas Negativas Hicieran Que el Juego Recibiera una Calificación Negativa de 2.0 En Google Play Store,Desplomandose a solo 1,8 de 5 Estrellas en la Plataforma de Android, Algunos Lo Criticaron Por La Optimización inconsistente, problemas de conectividad del servidor y numerosos fallos Por lo que se Tuvo Que Lanzar Varios Parches, actualmente el Juego está Mejorando su Recepción mediante actualizaciones, Por Lo Tanto, Warzone Mobile Recibe una Calificación Positiva en iOS,con una calificación de 4,4 estrellas. El juego funciona mejor en dispositivos iOS gracias a una mejor optimización, a pesar de seguir encontrando algunos problemas. Si bien reconocen sus errores y sus imágenes de baja calidad, la mayoría de los jugadores de iOS todavía disfrutan del juego